# 300 (число)
300 (триста) — натуральне число між 299 та 301.

## В математиці
- Сума десяти послідовних простих чисел (13 + 17 + 19 + 23 + 29 + 31 + 37 + 41 + 43 + 47)
- Сума двох простих чисел-«близнюків» (149 + 151)
- Трикутне число
- Число харшад

## Дати
- 300 рік; 300 рік до н. е.

## В інших областях
- Об'єкт Юнеско № 300 — Квебек (місто)
- 300 — поштовий індекс міста Тула.
- NGC 300 — галактика в сузір'ї Скульптор.
- 300 спартанців (фільм, 2007).

## Цілі від 301 до 399

### 300-і

#### 301
301 = 7 × 43. 301 — сума трьох послідовних простих чисел (97 + 101 + 103), щасливе число в десятковій системі
301 є кодом стану 301 протоколу HTTP, що отримується у відповідь від сервера в ситуації, коли запитаний ресурс був на постійній основі переміщено в нове місце розташування (англ. Moved Permanently), і який вказує на те, що поточні посилання, які використовують даний URL, повинні бути оновлені.